# Batalha das Toninhas

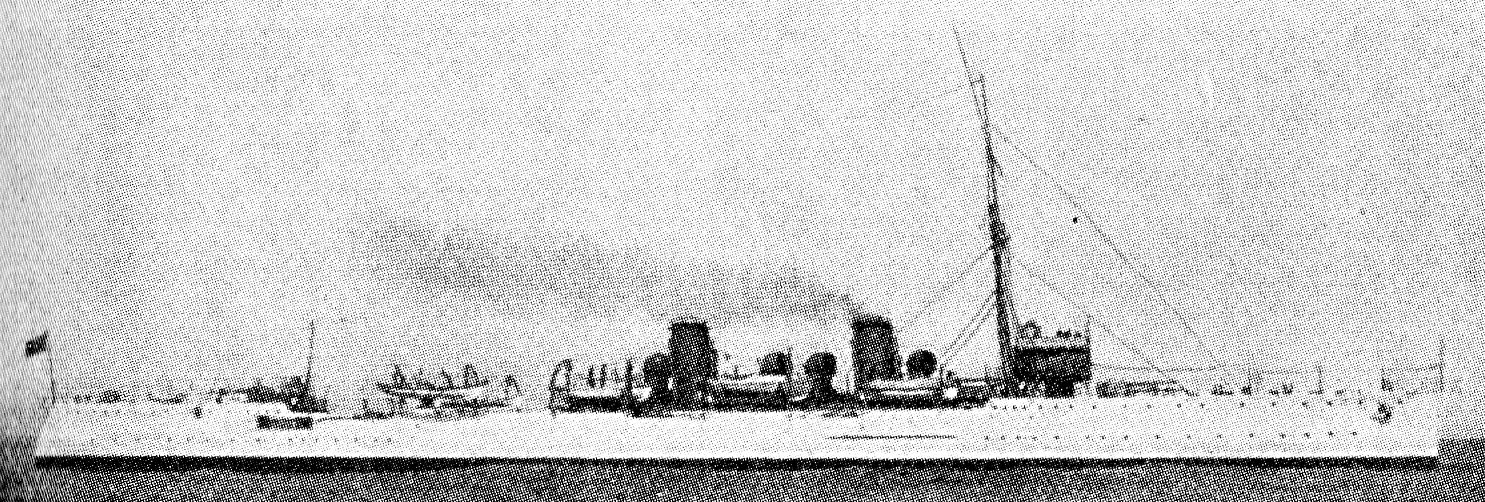
O Bahia em 1914

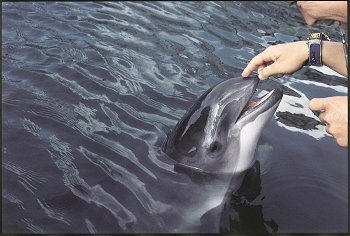
Phocoena phocoena, a toninha-comum

A Batalha das Toninhas foi um evento envolvendo a Marinha do Brasil ao largo de Gibraltar, em novembro de 1918, ao final da Primeira Guerra Mundial. Pensando ter abordado um submarino do Império Alemão, a marinha brasileira atacou e dizimou um bando de toninhas (ou botos).

## Contexto
Os navios da Divisão Naval em Operações de Guerra receberam ordens do Almirantado inglês para seguirem para Gibraltar. O Almirante Pedro Max Fernando Frontin fora alertado para tomar cuidado, pois no Estreito de Gibraltar o encouraçado HMS Britannia, designado para acompanhar a flotilha brasileira havia sido afundado por um submarino alemão, e havia um alerta da presença de mais submarinos na área, então com um ataque alemão possível a qualquer momento.

## O incidente
Em uma noite os vigias do cruzador Bahia teriam avistado um periscópio na água. Julgando ser um ataque alemão, então os marinheiros abriram fogo na água às cegas para tentar se defender do suposto submarino. Mas o que foi confundido com um periscópio de um submarino alemão era na verdade um grupo de toninhas.

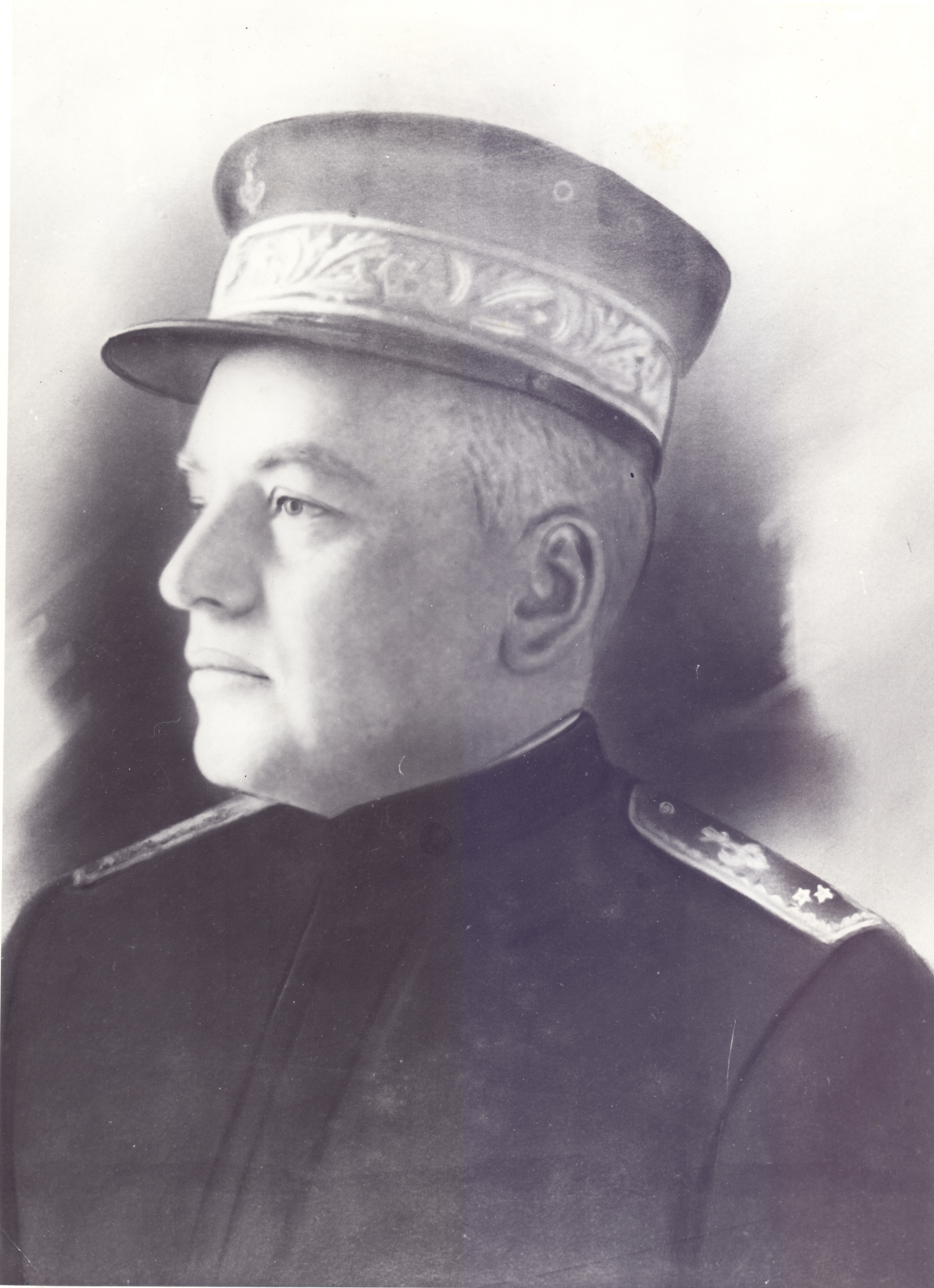
Contra-almirante Pedro Max Fernando Frontin, comandante do cruzador durante o incidente

## Explicações e incidentes semelhantes
Na época não havia mecanismos de detecção eletrônica de submarinos. E que esse tipo de incidente causado pela tensão e estresse de batalha resultante nesse tipo de dano colateral, não é incomum mesmo no cenário da guerra naval. Um exemplo disso é outro incidente da mesma natureza ocorrido mais de seis décadas depois, em 1982 durante a Guerra das Malvinas, quando a fragata britânica HMS Brilliant, dotada dos mais modernos equipamentos eletrônicos, tomou um grupo de baleias por submarinos argentinos, abrindo fogo contra os animais.